# Ò̱
Ò̱ (minuscule : ò̱), appelé O accent grave macron souscrit, est une lettre latine utilisée dans l’écriture du kiowa.

## Utilisation
En kiowa écrit avec l’orthographe McKenzie, le ‹ Ò̱, ò̱ › représente le même son que la lettre O, le macron souscrit indiquant la nasalisation et l’accent grave indiquant le ton bas.

## Représentations informatiques
Le O accent grave macron souscrit peut être représenté avec les caractères Unicode suivants : 
- précomposé et normalisé NFC (supplément latin-1, diacritiques) :

| formes    | représentations | chaînes de caractères | points de code | descriptions                                                       |
| --------- | --------------- | --------------------- | -------------- | ------------------------------------------------------------------ |
| capitale  | Ò̱               | Ò◌̱                    | U+00D2 U+0331  | lettre majuscule latine o accent grave diacritique macron souscrit |
| minuscule | ò̱               | ò◌̱                    | U+00F2 U+0331  | lettre minuscule latine o accent grave diacritique macron souscrit |

- décomposé et normalisé NFD (latin de base, diacritiques) :

| formes    | représentations | chaînes de caractères | points de code       | descriptions                                                                   |
| --------- | --------------- | --------------------- | -------------------- | ------------------------------------------------------------------------------ |
| capitale  | Ò̱               | O◌̱◌̀                   | U+004F U+0331 U+0300 | lettre majuscule latine o diacritique macron souscrit diacritique accent grave |
| minuscule | ò̱               | o◌̱◌̀                   | U+006F U+0331 U+0300 | lettre minuscule latine o diacritique macron souscrit diacritique accent grave |